# Іст-Кутеней
Регіональний округ Іст-Кутеней (англ. East Kootenay) — регіональний округ в Канаді, у провінції Британська Колумбія.

## Населення
За даними перепису 2016 року, регіональний округ нараховував 60439 жителів, показавши зростання на 6,6%, порівняно з 2011-м роком. Середня густина населення становила 2,2 осіб/км².
З офіційних мов обидвома одночасно володіли 3 385 жителів, тільки англійською — 56 310, тільки французькою — 15, а 85 — жодною з них. Усього 3,690 осіб вважали рідною мовою не одну з офіційних, з них 120 — одну з корінних мов, а 95 — українську.
Працездатне населення становило 64,7% усього населення, рівень безробіття — 7,6% (9,1% серед чоловіків та 5,8% серед жінок). 85,4% були найманими працівниками, 13,1% — самозайнятими.
Середній дохід на особу становив $48 995 (медіана $36 573), при цьому для чоловіків — $62 087, а для жінок $35 711 (медіани — $50 693 та $27 309 відповідно).
29,7% мешканців мали закінчену шкільну освіту, не мали закінченої шкільної освіти — 15,8%, 54,5% мали післяшкільну освіту, з яких 27,9% мали диплом бакалавра, або вищий, 140 осіб мали вчений ступінь.
| Статево-вікова структура населення | Статево-вікова структура населення | Статево-вікова структура населення | Статево-вікова структура населення | Статево-вікова структура населення |
| ---------------------------------- | ---------------------------------- | ---------------------------------- | ---------------------------------- | ---------------------------------- |
|                                    |                                    |                                    |                                    |                                    |
| Всього                             | Всього                             | 50,2%49,8%                         |                                    |                                    |
| 0 — 14 років                       | 0 — 14 років                       |                                    | 16%                                | 16%                                |
| 15 — 64 років                      | 15 — 64 років                      |                                    | 64,5%                              | 64,5%                              |
| 65 і більше                        | 65 і більше                        |                                    | 19,6%                              | 19,6%                              |
| 85 і більше                        | 85 і більше                        |                                    | 2,1%                               | 2,1%                               |
| 100 і більше                       | 100 і більше                       |                                    | 0%                                 | 0%                                 |
| Середній вік (років)               | Середній вік (років)               | 42,743,7                           | 43,2                               | 43,2                               |
| Медіана (років)                    | Медіана (років)                    | 44,445,7                           | 45,1                               | 45,1                               |
| — чоловіки — жінки                 |                                    |                                    |                                    |                                    |

| Походження мешканців:     | Походження мешканців:     | Походження мешканців: | Походження мешканців: | Походження мешканців: |
| ------------------------- | ------------------------- | --------------------- | --------------------- | --------------------- |
| Походження                |                           |                       | осіб                  | %                     |
| Корінні американці        | Корінні американці        |                       | 5 275                 | 8.91%                 |
| Інше північноамериканське | Інше північноамериканське |                       | 17 475                | 29.5%                 |
| Європейське               | Європейське               |                       | 48 895                | 82.54%                |
| британське                | британське                |                       | 34 740                | 58.65%                |
| французьке                | французьке                |                       | 6 795                 | 11.47%                |
| українське                | українське                |                       | 4 375                 | 7.39%                 |
| Карибське                 | Карибське                 |                       | 310                   | 0.52%                 |
| Латинськоамериканське     | Латинськоамериканське     |                       | 350                   | 0.59%                 |
| Африканське               | Африканське               |                       | 330                   | 0.56%                 |
| Азійське                  | Азійське                  |                       | 2 045                 | 3.45%                 |
| Океанійське               | Океанійське               |                       | 410                   | 0.69%                 |

| Зайнятість населення за галузями (за класифікацією NOC): | Зайнятість населення за галузями (за класифікацією NOC): | Зайнятість населення за галузями (за класифікацією NOC): | Зайнятість населення за галузями (за класифікацією NOC): | Зайнятість населення за галузями (за класифікацією NOC): |
| -------------------------------------------------------- | -------------------------------------------------------- | -------------------------------------------------------- | -------------------------------------------------------- | -------------------------------------------------------- |
|                                                          |                                                          |                                                          |                                                          |                                                          |
| Управління                                               | Управління                                               |                                                          | 11,1%                                                    | 11,1%                                                    |
| Бізнес, фінанси та адміністрування                       | Бізнес, фінанси та адміністрування                       |                                                          | 11,6%                                                    | 11,6%                                                    |
| Природничі та прикладні науки                            | Природничі та прикладні науки                            |                                                          | 4,7%                                                     | 4,7%                                                     |
| Охорона здоров'я                                         | Охорона здоров'я                                         |                                                          | 6,6%                                                     | 6,6%                                                     |
| Освіта, правозахист, муніципальні та урядові служби      | Освіта, правозахист, муніципальні та урядові служби      |                                                          | 9,1%                                                     | 9,1%                                                     |
| Мистецтво, культура, відпочинок та спорт                 | Мистецтво, культура, відпочинок та спорт                 |                                                          | 2,3%                                                     | 2,3%                                                     |
| Роздрібна торгівля та послуги                            | Роздрібна торгівля та послуги                            |                                                          | 23,6%                                                    | 23,6%                                                    |
| Гуртова торгівля, транспорт та обладнання                | Гуртова торгівля, транспорт та обладнання                |                                                          | 22,6%                                                    | 22,6%                                                    |
| Природні ресурси, сільське господарство                  | Природні ресурси, сільське господарство                  |                                                          | 5,4%                                                     | 5,4%                                                     |
| Виробництво                                              | Виробництво                                              |                                                          | 3%                                                       | 3%                                                       |

## Населені пункти
До складу регіонального округу входять міста Ферні, Кренбрук, Кімберлі (Британська Колумбія), муніципалітети Інвермір, Спарвуд, Елкфорд, села Рейдіум-Гот-Спрінґс, Кенал-Флетс, індіанські резервації Шушвап, Коламбія-Лейк 3, Тобако-Плейнс 2, Кутеней 1, Айсідорс-Ренч 4, а також хутори, інші малі населені пункти та розосереджені поселення.

## Клімат
Середня річна температура становить 2,9°C, середня максимальна – 17,7°C, а середня мінімальна – -15°C. Середня річна кількість опадів – 721 мм.
| Клімат поселення                              | Клімат поселення | Клімат поселення | Клімат поселення | Клімат поселення | Клімат поселення | Клімат поселення | Клімат поселення | Клімат поселення | Клімат поселення | Клімат поселення | Клімат поселення | Клімат поселення | Клімат поселення |
| Показник                                      | Січ.             | Лют.             | Бер.             | Квіт.            | Трав.            | Черв.            | Лип.             | Серп.            | Вер.             | Жовт.            | Лист.            | Груд.            |                  |
| Середній максимум, °C                         | −2,23            | 0,98             | 4,26             | 8,72             | 13,39            | 17,39            | 17,48            | 17,69            | 12,83            | 7,86             | 0,79             | −3,6             |                  |
| Середня температура, °C                       | −8,61            | −5,42            | −2,12            | 2,33             | 6,99             | 10,99            | 13,85            | 14,03            | 9,18             | 4,19             | −2,87            | −7,25            |                  |
| Середній мінімум, °C                          | −15,01           | −11,81           | −8,52            | −4,06            | 0,60             | 4,60             | 10,19            | 10,39            | 5,52             | 0,54             | −6,52            | −10,92           |                  |
| Норма опадів, мм                              | 66               | 48               | 52               | 52               | 67               | 82               | 53               | 44               | 51               | 54               | 83               | 69               |                  |
| Середньомісячна швидкість вітру, м/с          | 3.56             | 3.22             | 3.52             | 3.46             | 3.28             | 3.19             | 2.97             | 2.82             | 2.94             | 3.29             | 3.54             | 3.36             |                  |
| Середньомісячна сонячна радіація, кДж/м²·день | 4062             | 7622             | 12241            | 16552            | 19983            | 21428            | 23360            | 20024            | 14152            | 8452             | 4251             | 3215             |                  |
| --------------------------------------------- | ---------------- | ---------------- | ---------------- | ---------------- | ---------------- | ---------------- | ---------------- | ---------------- | ---------------- | ---------------- | ---------------- | ---------------- | ---------------- |
| Джерело:                                      |                  |                  |                  |                  |                  |                  |                  |                  |                  |                  |                  |                  |                  |